# جاذبه‌های گردشگری استان خوزستان
فهرست جای‌های دیدنی استان خوزستان:

## دیدنی‌های تاریخی

### میراث جهانی
- چغازنبیل (شوش)
- مجموعه آبشارها و آسیابهای آبی (شوشتر)
- رودخانه دست کند گرگر (شوشتر)
- بند میزان (شوشتر)
- پل بند لشکر (شوشتر)
- قلعه سلاسل (شوشتر)
- کانال داریون (شوشتر)
- پل بند شادروان (شوشتر)
- برج کلاه فرنگی (شوشتر)
- پل بند گرگر (شوشتر)
- بند برج عیار (شوشتر)
- بند ماهی بازان شوشتر (بند خداآفرین) (شوشتر)
- بند خاک (شوشتر)
- بند شرابدار (شوشتر)
- محوطه باستانی شوش
- قلعه شوش
- کاخ آپادانا (شوش)

### میراث ملی
- کاروانسرای افضل (شوشتر)
- ایوان کرخه (شوش)
- منطقه باستانی قلعه تل (باغ‌ملک)
- منطقه باستانی منجنیق (باغ‌ملک)
- کاروانسرای ارغوانی (باغ‌ملک)
- منطقه باستانی رستم آباد (باغ‌ملک)
- منطقه باستانی تازنگ [بابا وزیر] (باغ‌ملک)
- منطفه باستانی دالخونی (باغ‌ملک)
- قلعه منگشت (باغ‌ملک)
- منطقه باستانی کول فرح (ایذه)
- منطقه باستانی اشکفت سلمان (ایذه)
- شهر باستانی آسک (هندیجان)
- قلعه ارجان (بهبهان)
- قلعه داودختر (رامهرمز)
- بافت قدیم شوشتر
- آسیاب‌های آبی دزفول
- پل قدیم (دزفول)
- بازار کهنه(دزفول)
- بند شادروان اهواز
- کوشک حمیدیه
- حمام شاه رکن‌الدین (دزفول)
- طاق نصرت ساسانی رامهرمز
- محوطه تاریخی هفت تپه
- شهر لور ساسانی اندیمشک
- صفهٔ سلیمان سر مسجد مسجدسلیمان
- معبد بردنشانده مسجدسلیمان
- شهر تاریخی بنه وار خلیل خان آسترکی بهرامسری (لالی)
- قلعه صلواتی (لالی)
- تپه چغامیش دزفول
- قلعه شیخ فرحان چغازنبیل
- قلعه شاه بندر چغازنبیل
- تپه چغا (گتوند)
- قلعه رستم( زندان) (گتوند)
- دژ شاه حداد شوشتر
- تپه تاریخی دهنو دزفول
- میدان تاریخی شیخ خلف شهر حر
- محوطه چال دیره اندیکا
- بردگوری‌های باغات کتک اندیکا
- محوطه چنگا
- قلعه چهارگوش [جایزان]

## دیدنی‌های طبیعی
- تالاب شادگان
- تالاب هور العظیم (هویزه و سوسنگرد)
- تشکوه (رامهرمز)
- خور موسی (بندر ماهشهر)
- آبشار شوی (دزفول)
- چال کندی (دزفول)
- دره پل پرزین ( گتوند)
- روستای گردشگری کیارس ( گتوند)
- باغ‌های نارنج روستای سماله ( گتوند)
- دره انار (گتوند)
- چشمه آب معدنی گراب شوشتر
- روستای گردشگری چیدن ، ابولعباس و رباط (حضرت سلیمان) باغ‌ملک
- روستای گردشگری مال آقا (با‌‌غ‌ملک)
- پارک جنگلی تمبی (مسجدسلیمان)
- چشمه آب گرم گلگیر (مسجدسلیمان)
- چم سبز (اندیمشک)

## دیدنی‌های مذهبی
- مسجد جامع خرمشهر
- مسجد جامع شوشتر
- مسجد رنگونی‌ها (آبادان)
- آرامگاه امامزاده عبدالله شوشتر
- آرامگاه امامزاده محمد ابن زید گتوند
- آرامگاه امامزاده سید محمد ماهرو شوشتر
- مقام حضرت صاحب الزمان شوشتر
- آرامگاه حزقیل نبی دزفول
- آرامگاه شاه ابوالقاسم (یا یعقوب لیث) دزفول
- امامزاده علی شلگهی دزفول
- قدمگاه امام رضا(ع) اندیمشک
- مزار رودبند دزفول
- مزار سبزقبادزفول
- بقعه متبرکه علی بن مهزیار اهوازی
- آرامگاه امامزاده عبدالله باغ‌ملک
- آرامگاه حضرت سلیمان باغ‌ملک
- آرامگاه امامزاده بابا زید (باوای زویر=محلی منطقه) باغ‌ملک
- امامزاده ابراهیم [روستای ولی]
- قدمگاه امام رضا (مسجدسلیمان)
- امامزاده بی بی زهرا (مسجدسلیمان)
- امامزاده بی بی بتولی (مسجدسلیمان)
- سقاخانه حضرت ابوالفضل (مسجدسلیمان)
- کلیسای ارامنه نمره چهل (مسجدسلیمان)
- کلیسای کاتولیک‌ها (مسجدسلیمان) (مسجدسلیمان)
- گورستان ارامنه مسجدسلیمان (مسجدسلیمان)
- گورستان خارجی‌ها مسجدسلیمان (مسجدسلیمان)

## سایر دیدنی‌ها
- پل سفید اهواز
- پل سیاه اهواز
- موزه آبادان
- اولین چاه نفت ایران (مسجدسلیمان)
- دریاچه سد دز در اندیمشک
- سد دز اندیمشک
- سد کرخه اندیمشک
- سد شهید عباسپور مسجدسلیمان
- تفریحگاه ساحلی دز (علی کله) دزفول
- مجتمع گردشگری چم گلک (قلعه مختار) اندیمشک
- منگره اندیمشک
- پل صیحه اندیمشک
- منگره اندیمشک
- پارک جزیره اهواز
- بلوار ساحلی اهواز
- سد جره باغ‌ملک
- تفرجگاه ساحلی باغ‌ملک
- رودخانه روستای ولی
- پل دک دکو(مسجدسلیمان)

1. ↑  جاذبه‌های خوزستان نويسنده:صداقت ، س. ناشر: سیصد و شصت درجه سال انتشار: 1397. شابک ۹۷۸۶۰۰۸۳۲۰۸۱۴. کاراکتر line feed character در |عنوان= در موقعیت 18 (کمک)
2. ↑  «از جاذبه‌های گردشگری استان خوزستان چه می‌دانید؟ +تصاویر». صاحب‌خبر. ۲۰۱۶-۰۲-۰۸. دریافت‌شده در ۲۰۲۳-۰۵-۱۰.